# Pholidobolus anomalus
Espèce
Pholidobolus anomalus est une espèce de sauriens de la famille des Gymnophthalmidae.

## Répartition
Cette espèce est endémique de la région de Cuzco au Pérou.

## Publication originale
- Müller, 1923 : Neue oder seltene Reptilien und Batrachier der Zoologischen Sammlung des bayrischen Staates. Zoologischen Anzeiger, vol. 57, no 3/4, p. 39-61 (texte intégral).